# Blue Tango (romanzo)
Blue Tango. Noir metropolitano è un romanzo poliziesco dello scrittore italiano Paolo Roversi. 

## Storia editoriale
Pubblicato nel 2006 dalla casa editrice Stampa Alternativa con la quale Roversi ha anche pubblicato il saggio Bukowski Scrivo racconti poi ci metto il sesso per vendere.
Si tratta di un romanzo poliziesco ambientato a Milano nell'Italia contemporanea, primo di una serie, il cui protagonista è Enrico Radeschi a cui appartengono anche La mano sinistra del diavolo del 2006 e Niente baci alla francese del 2007.

## Trama
Milano in autunno: tra i continui temporali Radeschi e Sebastiani indagano su un serial killer che uccide giovani prostitute nei loro appartamenti e su un misterioso suicidio-omicidio in metropolitana. Proprio la linea rossa della metropolitana MM1 è l'indizio che porterà alla soluzione del giallo.

## I protagonisti
- Enrico Radeschi è un giornalista, investigatore, hacker.
- Loris Sebastiani, appassionato di vini e sigari, è la sua controparte istituzionale.

## Edizioni
- Paolo Roversi, Blue Tango - noir metropolitano, collana Eretica, Stampa Alternativa, 2006,  pp. 205, cap. 38, ISBN 88-7226-902-4.